# Jawed Karim
Jawed Karim (bengalsk: জাভেদ করিম; født 28. oktober 1979) er en amerikansk computerforsker og internet-iværksætter af bangladisk-tysk afstamning. Han er medstifter af YouTube og den første person, der uploadede en video til webstedet. Denne åbningsvideo, med titlen Me at the zoo, er blevet set over 281 millioner gange pr. August 2023. Han mødte YouTube-medstifterne Steven Chen og Chad Hurley da han arbejdede hos PayPal.